# 航標控股
航標控股有限公司，簡稱航標控股（英語：BOLINA HOLDING CO., LTD.，港交所除牌前：1190），於2002年由肖智勇（董事長和首席執行官）創立，名為「漳州万佳陶瓷工业有限公司」。
現時業務在國內經營生產及銷售各種類型陶瓷產品，而主要品牌包括「BOLINA」、「航標」等，而總部位於中華人民共和國福建省長泰縣長泰經濟開發區蔡坑工業園。
招股價為1.8至2.4港元之間，全球發售為2.1億股，而集資額為3.87億港元，而股份則在2012年7月13日於港交所主板上市。
2021年3月10日上午9時起，聯交所宣布，航標控股因為自2018年9月17日起已暫停買賣而且未能於2020年3月16日或之前復牌，期間航標控股曾經覆核上市委員會的決定但失敗，於是聯交所根據《上市規則》第6.01A條將公司除牌。

## 連結
- Bolina.cc （页面存档备份，存于）